# كأس ألمانيا
كأس ألمانيا (رسمياً كأس الاتحاد الألماني لكرة القدم) (بالألمانية: DFB-Pokal) هي بطولة كرة قدم وطنية تقام سنوياً من سنة 1952 ويشرف عليها الاتحاد الألماني لكرة القدم. وتعتبر ثاني أهم بطولة وطنية في كرة القدم الألمانية بعد بطولة البوندسليغا. والفائز بالبطولة يتأهل إلى بطولة الدوري الأوروبي لكرة القدم.
يحق لجميع الأندية التي تشارك في الدوري الألماني لكرة القدم أن تدخل في البطولة. وتجرى تصفيات إقليمية للأندية التي تلعب في درجات الدوري المتدنية، والفائزون من هذه الأندية ينضمون إلى فرق دوري الدرجة الأولى والثانية في الدور الرئيسي للبطولة في العام التالي.
كل إقصاء يتحدد من خلال مباراة واحدة تقام على أرض واحد من الفريقين المشاركين. ومن سنة 1985 والنهائي يقام على الاستاد الأولمبي في برلين. وفاز بايرن ميونخ برقم قياسي بالكأس وهو 20 مرة. وكان كأس تسكايمر هو الاسم السابق لهذه البطولة. حيث ابتدأت في 1934-1935 وجرت المنافسة عليها حتى سنة 1944. قبل أن تنقسم ألمانيا بعد الحرب العالمية الثانية، ليصبح لألمانيا بطولتي كأس، حيث يتنافس الجانب الشرقي على (كأس ألمانيا الشرقية). وابتداءً من سنة 1949 والكأس يتنافس عليها سنوياً إلى سنة 1991 عندما انتهت البطولة في أعقاب إعادة توحيد ألمانيا والاندماج في بطولات الدوري لكرة القدم بين الألمانيتين.
يذكر أن البطل الحالي للمسابقة هو نادي شتوتغارت للمرة الرابعة في تاريخه، والذي فاز بنسخة 2025 على حساب أرمينيا بيليفيلد بنتيجة 4-2.

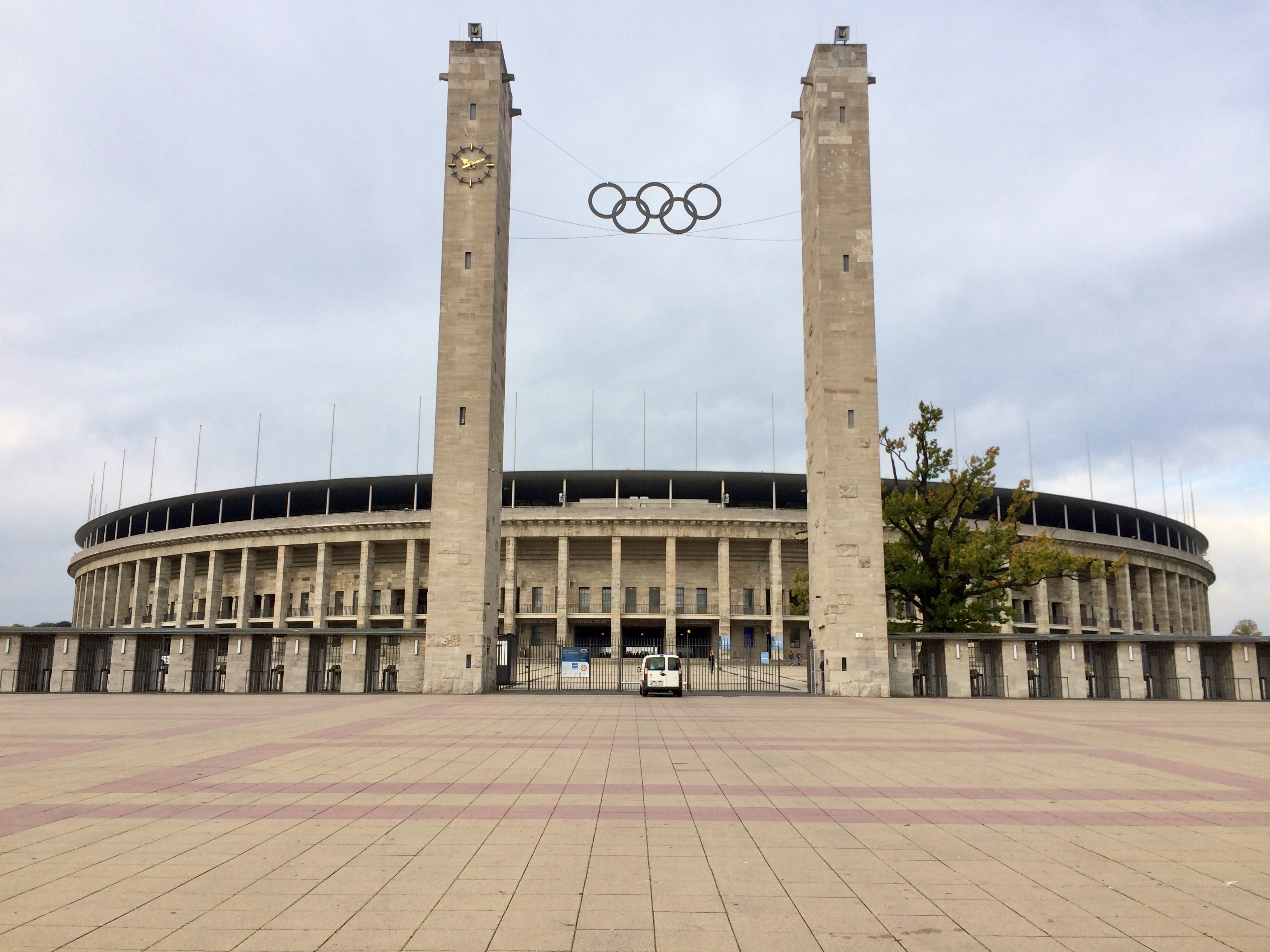
الملعب الأولمبي في برلين يستضيف المباراة النهائية كل عام

## تاريخ البطولة

### كأس تشامر
أقيمت بطولة كأس ألمانيا لكرة القدم للمرة الأولى عام 1935، وكانت تُسمّى «كأس الأندية الأبطال الألمانية»، وعُرِفٓت شعبيًا تحت اسم «كأس تششامر»، نسبة إلى هانز فون تششامر وأوستن، الذي كأس يرأس الرابطة الوطنية الرياضية للرايخ الألماني منذ عام 1933 وحتى وفاته 1943. النسخة الأولى من كأس تشامر انطلقت تحديدًا يوم 6 يناير 1935، وشارك فيها أكثر من 4000 فريق كروي، تأهل منها للدور النهائي فقط 64 فريقًا.
في 8 ديسمبر 1935 أقيمت المباراة النهائية على استاد دوسيلدورفر راين-شتاديون أمام 60 ألف متفرج، وجمع اللقاء بين فريقي شالكه 04 وإف سي نورنبرغ، الذي نجح لاعبوه في إحراز هدفين في مرمى شالكه 04، لينال نادي إف سي نورنبرغ شرف الحصول على اللقب الأول في كأس ألمانيا، شالكه 04 وصل للنهائي مجددًا في الموسمَين التاليين، إلا أنه قد خسر أولهما أمام فريق لايبزج (نسخة عام 1936)، وفي سنة 1937 تمكن شالكه 04 أخيرًا من الظفر باللقب بعد انتصاره على فريق فورتونا دوسلدورف.
بعد ضمِّ النمسا إلى ألمانيا في مارس 1938 فيما كان يعرف بعملية الآنشلوس، بدأت الأندية النمساوية المشاركة في بطولتي الدوري والكأس الألمانيتَين، وفي أول موسم لهم استطاع فريق رابيد فيينا من الفوز بكأس ألمانيا بعد انتصاره على فريق إف سي فاو فرانكفورت بنتيجة 3-1، في المباراة النهائية التي أقيمت على ملعب برلين الأولمبي يوم 8 يناير 1939 (تحسب البطولة لموسم عام 1938)، وهذه هي آخر مباراة نهائية في كأس ألمانيا قبل اندلاع الحرب العالمية الثانية، وفي نسخة عام 1939 استطاع فريق إف سي نورنبورغ من العودة للقب من جديد، ليصبح بذلك أول فريق يحرز اللقب مرتين، سابقة تاريخية أخرى حققها أيضًا فريقٌ آخر هو درسدن إس سي، الذي نجح بالفوز باللقب للمرة الأولى عام 1940 والاحتفاظ به عام 1941، في عام 1942 تمكن نادي ميونيخ 1860 من إحراز البطولة، أمّا آخر حامل للقب البطولة بنظامها هذا فهو فريق فيينا النمساوي، الذي استطاع التغلب في المباراة النهائية عام 1943 على نادي سلاح الجو-هامبورغ بنتيجة 3-2 بعد التمديد.
توقفت بطولة كأس ألمانيا بعدها لمدة 10 أعوام لتعود مجددًا في الموسم الرياضي 1952/53.

### العودة مجددًا بعد الحرب العالمية الثانية
لم توجد بعد الحرب العالمية الثانية في ألمانيا بطولات رياضية موحدة تجمع الفرق الألمانية في منافسة مشتركة مع بعضها، وإنما كانت بطولات المقاطعات هي السائدة، في عام 1952 أعاد الاتحاد الألماني لكرة القدم بطولة «كأس الأندية» إلى الوجود، جرى تسمية البطولة باسم «كأس الاتحاد الألماني للأندية الأبطال»، وذلك لتمييزها عن بطولة أخرى اسمها «كأس المقاطعات»، واستمر استخدام هذا المُسمّى إلى ثمانينات القرن العشرين، حيث فرض اسمٌ آخر نفسَه بقوة وهو «كأس دي إف بي»، أي «كأس الاتحاد الألماني لكرة القدم»، وهو المسمّى المستخدم اليوم على نطاق واسع، وكجائزة للبطولة استمر استخدام كأس تششامر إلى عام 1964، وكان قد أُزيلَ عن الكأس الصليب المعقوف -شعار النازيين-، واستُبدِلٓ بشريحة تحمل شعار الاتحاد الألماني لكرة القدم.
في الموسم الأول لعودة الكأس الألمانية 1952/53 بلغ عددُ الأندية المتنافسة 32 فريقًا، تمثل الإتحادات الإقليمية الخمسة آنذاك، ووصل للمباراة النهائية التي أقيمٓت عام 1953 فريقا ألمانيا آخن وروت-فايس إسن، حيث تمكن الأخير من إحراز اللقب بعد انتصاره بالمباراة بنتيجة 2-1.
استمرت البطولة بنظامها هذا إلى أن تم إطلاق بطولة الدوري الألماني -البوندسليغا- في خريف 1963، ومما يجدر ذكره أن أول مباراة لكرة القدم قام التلفزيون الألماني بنقلها على الهواء مباشرة كانت إحدى مباريات كأس ألمانيا، وكانت قد جمعت بين فريقي سانت باولي وهامبورن 07 يوم 26 ديسمبر 1952، على أحد ملاعب مدينة هامبورغ، واستطاع فريق هامبورن 07 القادم من مدينة دايزبورغ الفوز بالمباراة بنتيجة 4-3.

### البطولة بعد إنطلاق عجلة البوندسليغا
بعد تدشين الدوري الألماني (البوندسليغا) عام 1963 كبطولة مُجٓمِّعٓة للفرق الألمانية، سُمِحٓ للأندية المتنافسة فيه بالمشاركة في بطولة كأس ألمانيا بصورة مباشرة، تعديلٌ آخر طرأ على نظام كأس ألمانيا، وهو أن تنظيم البطولة سيكون بالتزامن مع الدوري الألماني، أي أن المباراة النهائية ستكون مسك الختام للموسم الكروي الألماني، هذا التعديل أضفى أهمية على كأس ألمانيا، حيث كان نظام توقيتها القديم لا يسمح بجذب متابعة لائقة الحجم من الجماهير الكروية أو الإعلام، حين كانت المباراة النهائية تُقام في الخريف أو الشتاء، أي في منتصف الموسم.
في أول موسم لبايرن ميونيخ في البوندسليغا (موسم 1965/66) استطاع الفريق البافاري من تحقيق مفاجأة كبيرة بفوزه بكأس ألمانيا، وهي المرة الثانية التي يحرز بها بايرن ميونيخ لقب البطولة بعد موسم 1956/57، إلا أنه في حينها لم يكن البوندسليغا قد تم تنظيمه، وفي طريقه للمباراة النهائية استطاع الوافد الجديد للبوندسليغا إقصاء حامل اللقب نادي بوروسيا دورتموند، الذي استطاع هو الآخر من تعويض خسارته المحلية هذه بفوزه ببطولة أوروبا للأندية أبطال الكؤوس لنفس الموسم الرياضي، ليكون بذلك أول فريق ألماني يحظى باللقب القاري. في الموسم التالي (1966/67) استطاع النادي البافاري تكرار انتصاره، وعاد مرة رابعة في موسم 1968/69 ليظفر باللقب من جديد، متجاوزًا بذلك فريق إف سي نورنبورغ صاحب الألقاب الثلاثة.
في موسم 1969/70 طرأ تغيير قسري على جدول البطولة بشكلٍ استثنائي، حيث تقرر استكمال البطولة بدءًا من دور الثمانية ووصولاً للمباراة النهائية في العطلة الصيفية 1970، السبب في ذلك هو البداية المبكرة نسبيًا لبطولة كأس العالم لكرة القدم في المكسيك، والتي انطلقت يوم 31 مايو من ذلك العام، وتمكن فريق كيكرز أوفنباخ الصاعد في نهاية موسم 1969/70 إلى البوندسليغا، تمكن من إحراز اللقب في صيف 1970، وكان الموسم الجديد 1970/71 قد انطلق منذ بضعة أسابيع، ورغم الانتصار الكبير لهذا الفريق، إلا أنه حُرِمَ بسبب تأجيل البطولة لما بعد كأس العالم من تسجيل سابقة تاريخية، وهي أن يكون أول فريق من الدرجة الثانية يحرز اللقب.
المباراة النهائية لموسم 1972/73 كانت واحدة من أهم اللقاءات النهائية في تاريخ كأس ألمانيا، حيث تواجه فريقا بوروسيا مونشنغلادباخ وإف سي كولن، وقد ألقى خبر انتقال نجم الفريق الأول غونتر نيتزر إلى ريال مدريد بظلاله على اللقاء، حيث أصرَّ مدرب نادي بوروسيا مونشنغلادباخ هانس ويسويلير -الرافض لصفقة انتقال اللاعب- على عدم إشراك نتزر بالمباراة، وأجلسه على دكة الاحتياط، وبعد انتهاء الوقت الأصلي للمباراة بالتعادل 1-1، وانتقال الفريقين للعب الأشواط الإضافية، قام اللاعب نيتزر بعملية التبديل بنفسه-كما صرح هو بذلك لاحقًا- ودخل الملعب، وفي ثاني لمسة له للكرة استطاع إحراز هدف الانتصار لفريقه بوروسيا مونشنغلادباخ، وكان قد مضى عليه فقط 3 دقائق بالملعب، هذا الهدف اختير لاحقًا «هدف العام 1973».
مع إطلاق البوندسليغا 2 (دوري الدرجة الثانية المُجَمِّع في ألمانيا) في موسم 1974/75، اضطر الاتحاد الألماني مرة أخرى لتغيير نظام البطولة، فبالإضافة لفرق البوندسليغا 1 والبوندسليغا 2، يتنافس في كأس ألمانيا أيضًا أندية الهواة، وتقوم إتحادات المقاطعات البالغ عددها 21 اتحاد، بترشيح الفرق للمشاركة في كأس ألمانيا، كما تم زيادة عدد الفرق المشاركة إلى 128 فريق.

### الكأس تحظى بزخمٍ جديد
مع نهاية السبعينات برز نادي فورتونا دوسلدورف كفريقٍ متخصصٍ في بطولة كأس ألمانيا، حيث نجح في الظفر باللقب موسمَيْن متتاليَيْن 1978/79 و 1979/80، بعد أن حلَّ وصيفًا في خمس مناسبات سابقة (1937، 1957، 1958، 1962، 1978)، استمرت المسيرة الناجحة لهذا الفريق مع كأس ألمانيا حيث صعد للمباراة النهائية موسم 1979/80 للمرة الثالثة على التوالي -والسابعة إجمالاً-، وتمكن من الفوز باللقاء على فريق إف سي كولن، الذي خسر أمامه في موسم 1977/78.
تميز نهائي موسم 1982/83 بأنه أولُ نهائي يجمع بين فريقين من نفس المدينة، حيث تنافس في المباراة النهائية ناديا إف سي كولن صاحب الخبرة مع الكؤوس، وفريق فورتونا كولن أحد أندية الدرجة الثانية في حينها، واستطاع إف سي كولن الظفر باللقب، ليُكملَ مسيرته الناجحة مع بطولة الكأس.
نهائي الموسم التالي 1983/84 كان مشحونًا بالتوتر والنديّة، حيث شهد للمرة الأولى في تاريخ البطولة اللجوء لركلات الجزاء الترجيحية لحسم اللقب، وكان اللقاء الذي جمع فريقي بايرن ميونيخ وبوروسيا مونشنغلادباخ قد زاد في حرارته خبرُ انتقال اللاعب لوثر ماتيوس من فريقه الحالي بوروسيا مونشنغلادباخ إلى منافسه اللدود بايرن ميونيخ مع بداية الموسم القادم، وكان لسوء حظ لوثر ماتيوس في هذا النهائي أنه قد أضاع ركلة الجزاء الترجيحية الأولى لفريقه، مساهمًا بشكل غير مباشر بفوز النادي البافاري باللقب.
منذ العام 1985 تقرَّرَ إقامة المباراة النهائية على ملعب برلين الأولمبي، وفي تلك النسخة، تمكن الفريق القادم من خارج الترشيحات بايرأورديغن من إحراز لقبه الوحيد بالبطولة.

### إعادة توحيد ألمانيا وليلة سقوط جدار برلين
في موسم 1989/90 أقيمت مباريات الدور الربع النهائي يوم 9 نوفمبر 1989، وبعد انتهاء المباريات ووصول 4 أندية للدور نصف النهائي، من بينها شتوتغارت بعد اكتساحه لبايرن ميونيخ بنتيجة 3-0، صادف في مساء ذلك اليوم أن استطاع المحتجون إسقاط جدار برلين، ليبدأ فصلٌ جديد في تاريخ ألمانيا والكرة الألمانية، وبرغم إعادة الوحدة كاملة بين الألمانيتَين إلا أن أندية ألمانيا الشرقية لم يُسمَح لها بالمشاركة في كأس ألمانيا في الموسم التالي 1990/91، وذلك لأسباب إدارية وتنظيمية متعلقة بالإتحاد الألماني لكرة القدم، وابتداءًا من موسم 1991/92 بدأت هذه الأندية بالمشاركة.
نسخة موسم 1991/92 شهدت سابقة تاريخية تمثلت بفوز أحد فرق الدرجة الثانية للمرة الأولى بكأس ألمانيا، حيث تمكن نادي هانوفر 96 من الظفر باللقب على حساب بوروسيا مونشنغلادباخ بضربات الجزاء الترجيحية بعد التعادل السلبي للمباراة. طموحات الأندية الصغيرة بالفوز باللقب لم تتوقف عند هانوفر 96، حيث وصل للنهائي في الفترة من عام 1992 إلى 2011 بالإضافة إلى هانوفر 96 سبعة أندية أخرى، لا تلعب حين وصولها للنهائي في البوندسليغا، جميعها باءت بالفشل، وهي فريق هواة هيرتا برلين 1993، روت-فايس إسن 1994، فولفسبورغ 1995 (لم يكن حينها قد صعد للبوندسليغا)، إنيرجي كوتبوس 1997، يونيون برلين 2001، ألمانيا آخن 2004، وإم إس فاو دويسبورغ 2011.
في نوفمبر 2011 نظرت المحكمة الرياضية التابعة للإتحاد الألماني لكرة القدم بواقعة أعمال الشغب التي قام بها جمهور نادي دينامو درسدن في مباراة فريقهم ضد بوروسيا دورتموند يوم 25 أكتوبر 2011، وقضت المحكمة بحرمان الفريق من المشاركة في نسخة الموسم القادم 2012/13، إلا أن الفريق استأنف الحكم، وقضت له المحكمة بالحق في المشاركة، وفي المباراة المذكورة قام بعض مشجعي دينامو دريسدن أو بالأحرى الألتراس بإشعال المفرقعات والصواريخ النارية، ما أدى إلى توقف اللعب عدة مرات، وبلغ عدد المصابين يومها 17 مصاب، وألقت الشرطة على 15 شخص مشتبه به، وبلغت قيمة الأضرار المادية 150 ألف يورو.

## الشعار

شعار البطولة من 2010 إلى 2016
شعار البطولة من 2016 وحتى الآن

## نظام البطولة

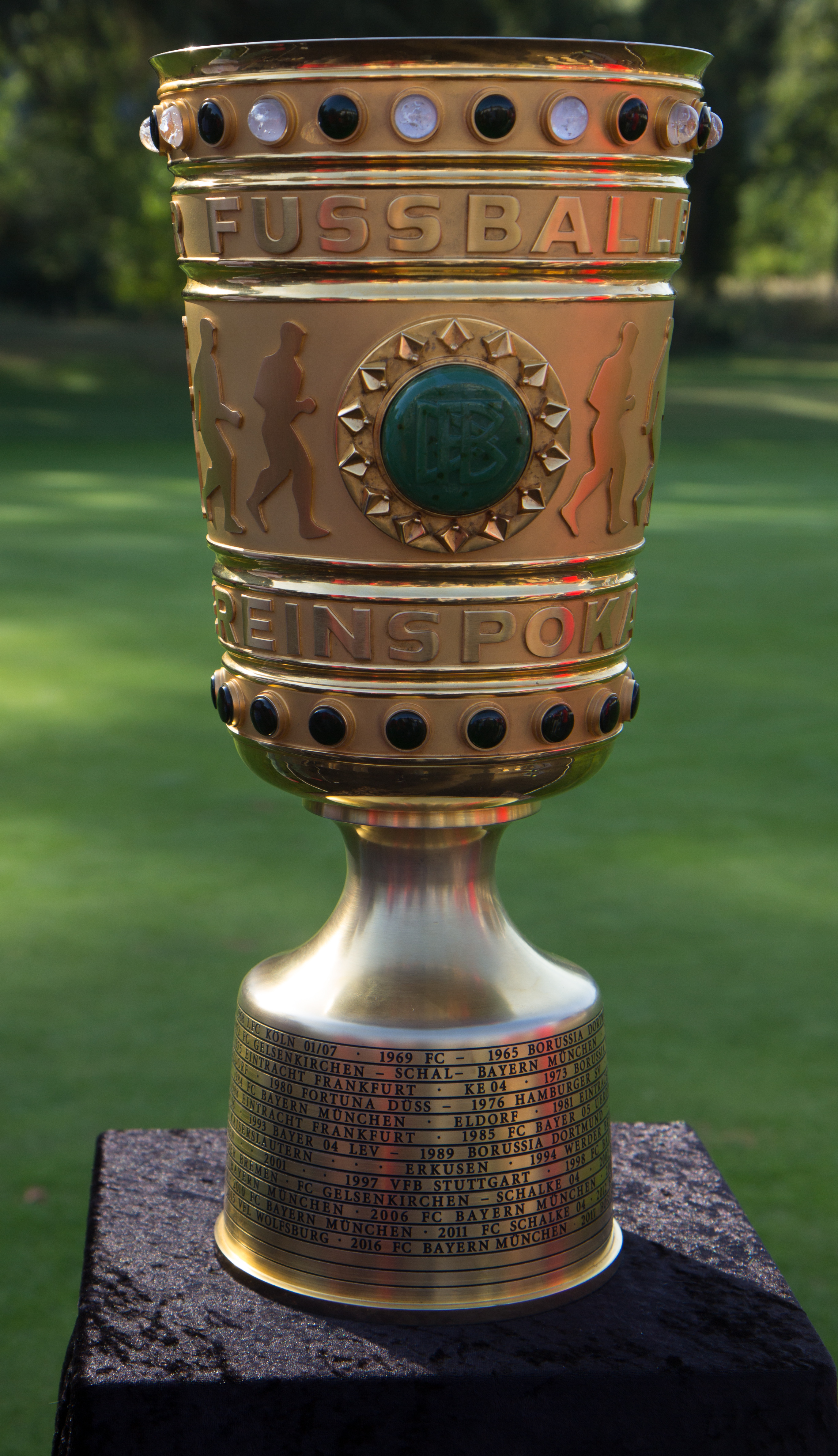
كأس البطولة (منذ عام 1992)

تلعب المباريات في بطولة كأس ألمانيا بنظام خروج المغلوب من مباراة واحدة على ملعب أحد الفريقَين المتواجهين، وتُطبَق فيها سائر قوانين الاتحاد الدولي لكرة القدم، وعند انتهاء الوقت الأصلي والإضافي بالتعادل، يتم الاحتكام إلى ضربات الجزاء الترجيحية، قاعدتا الهدف الذهبي والهدف الفضي اللتان تم تطبيقهما في عالم الكرة حينًا من الزمن، لم يتم استخدامهما مطلقًا في بطولة كأس ألمانيا.
إلى عام 1991 كانت المباريات في الأدوار الأولى التي تنتهي نتيجتها بالتعادل في الوقتين الأصلي والإضافي، كان يتم إعادتها على ملعب الخصم، ضربات الجزاء الترجيحية كان يُقتصَر تطبيقُها قبل ذلك فقط على المباراة النهائية، وعند انتهاء مباراة الإعادة أيضًا بالتعادل، يتم الاحتكام حينها لضربات الجزاء الترجيحية، نظام مباريات الذهاب والإياب تم تطبيقه فقط في موسمين وهما 1971/72 وموسم 1972/73، المباراة النهائية عام 1977 التي جمعت فريقي هيرتا برلين وإف سي كولن انتهت بالتعادل، فاضطر لإعادة المباراة في غضون يومين، وقد كشفت قاعدة إعادة المباراة عن أعباء وتكاليف لوجستية كبيرة، فاستُعيض عن قاعدة إعادة المباراة بتطبيق مبدأ اللجوء لضربات الجزاء الترجيحية لحسم اللقب عند انتهاء الوقت الأصلي والإضافي بالتعادل، وقد طُبقَت هذه القاعدة للمرة الأولى في نهائي عام 1984 المذكور أعلاه، ولم يكن هذا النهائي هو الوحيد الذي حسم بضربات الجزاء، حيث حسمت مباريات نهائية أخرى بعد اللجوء لضربات الجزاء الترجيحية وذلك في الأعوام 1991، و1992، و1999، و2016. أربعة نهائيات حُسِمَت بالوقت الإضافي بعد التعادل وهي 1979، 2007، 2008، و2014.
منذ موسم 1991/92 يتم الاستعانة بركلات الجزاء الترجيحية بشكل مباشر عند انتهاء وقت المباراة الأصلي والإضافي بالتعادل، وذلك في جميع أدوار البطولة.
منذ موسم 2016/17 يُسمح لكل فريق بتبديلٍ رابع عند الوصول إلى الوقت الإضافي، وفي الموسم التالي 2017/18 تم الاستعانة لأول مرة بتقنية الفيديو المساعد للحكم، إلا أنه لا يتم تطبيقه إلا بدءًا من دور الثمانية ووصولاً للنهائي.

الفرق المشاركة:

منذ موسم 2000/01 تُشارك أندية البوندسليغا 1 بالبطولة في جميع أدوارها، أي منذ الدور الأول للبطولة، يتأهل للمشاركة في هذا الدور 64 ناديًا، تمثل كل من:
- الأندية التي لعبت الموسم السابق في الدرجة الأولى -البوندسليغا 1 (18 فريق)
- الأندية التي لعبت الموسم السابق في الدرجة الثانية -البوندسليغا 2 (18 فريق)
- أفضل 4 فرق في الموسم السابق في الدرجة الثالثة
- 21 فريقًا يمثلون اتحادات المقاطعات البالغ عددها 21 اتحاد، وهذه الفرق هي في الغالب صاحبة لقب بطولة الكأس للمقاطعة للموسم السابق.
- 3 فرق إضافية تمثل إتحادات المقاطعات، التي ينضوي تحتها أكبر عدد من الأندية وهي حاليًا: اتحاد مقاطعة بايرن، اتحاد فيستفالن، واتحاد سكسونيا السفلى، وغالبًا ما تكون هذه الأندية هي صاحبة المركز الثاني في بطولة كأس المقاطعة في الموسم السابق.

## الأكثر تتويجاً

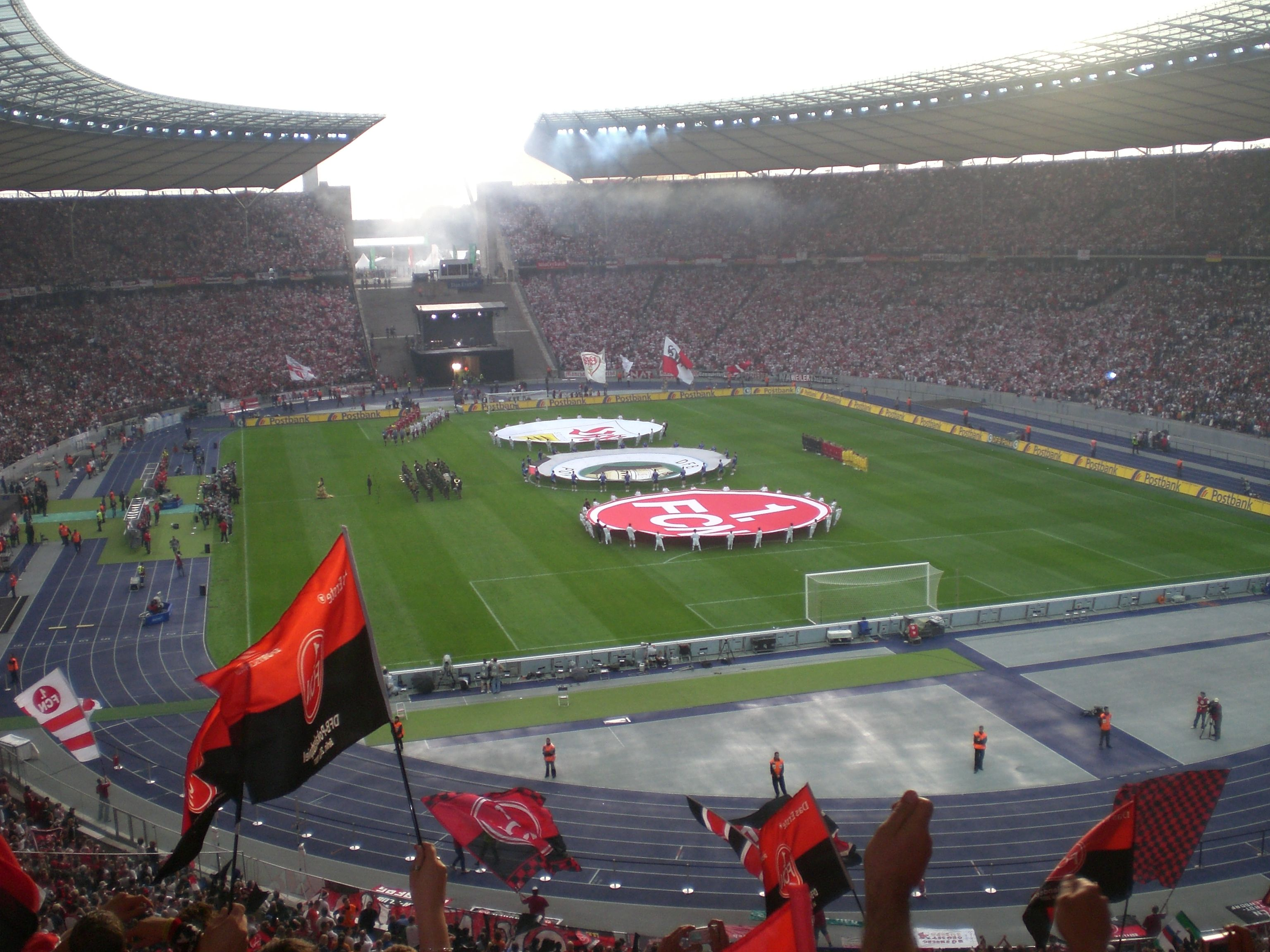
نهائي كأس ألمانيا 2007 بين ناديي شتوتغارت ونورنبيرغ والتي أقيمت في الملعب الأولمبي في برلين

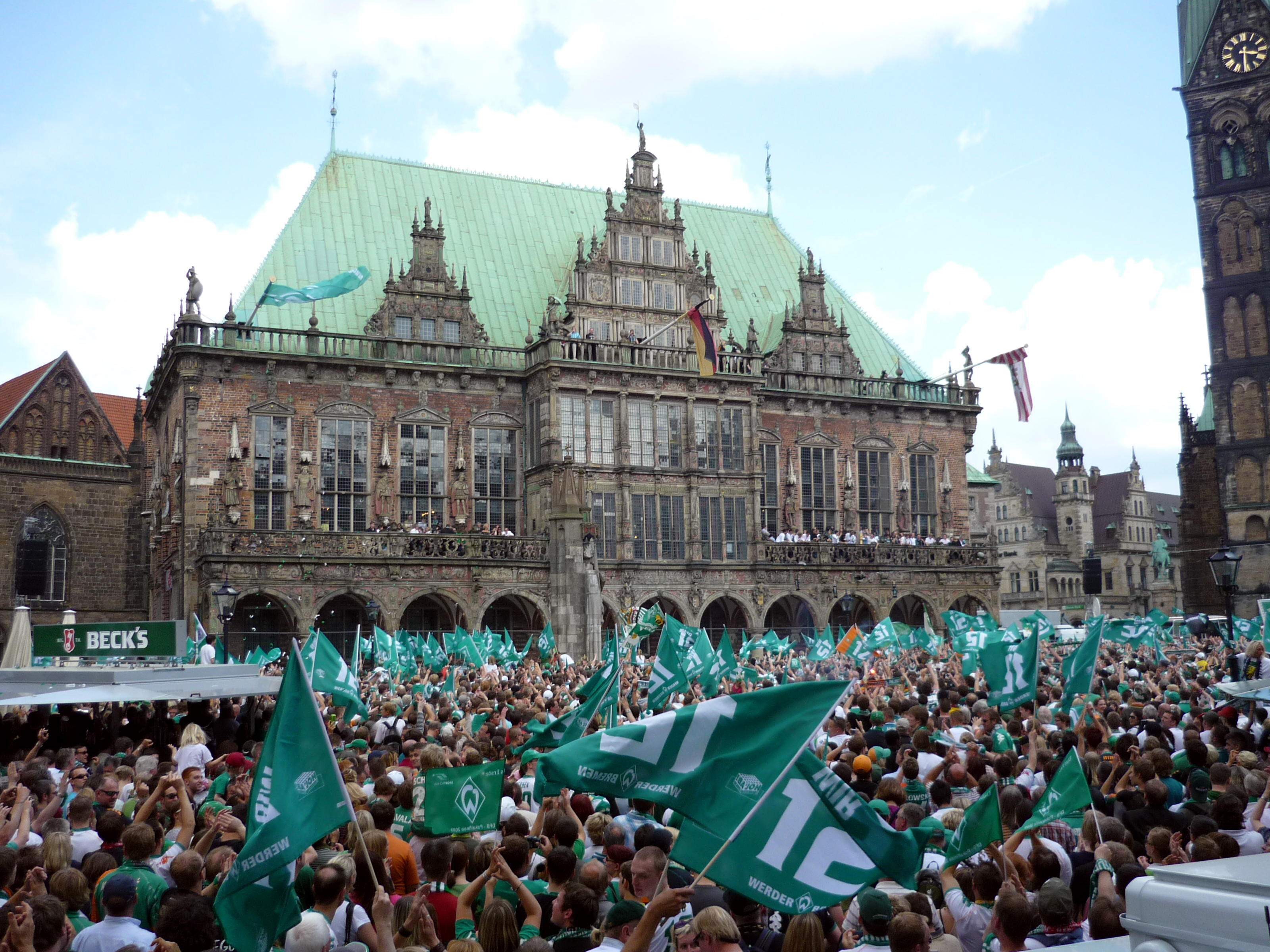
جماهير فيردر بريمن تحتفل بعد فوز فريقها بالكأس موسم 2009

| النادي               | مرات الفوز | مرات الوصافة | سنوات البطولة |
| -------------------- | ---------- | ------------ | --- |
| بايرن ميونخ          | 20         | 4            | 1957، 1966، 1967، 1969، 1971، 1982، 1984، 1986، 1998، 2000، 2003، 2005، 2006، 2008، 2010، 2013، 2014، 2016، 2019، 2020 |
| فيردر بريمن          | 6          | 4            | 1961، 1991، 1994، 1999، 2004، 2009                                                                                     |
| شالكه 04             | 5          | 7            | 1937، 1972، 2001، 2002، 2011                                                                                           |
| بوروسيا دورتموند     | 5          | 5            | 1965، 1989، 2012، 2017، 2021                                                                                           |
| آينتراخت فرانكفورت   | 5          | 3            | 1974، 1975، 1981، 1988، 2018                                                                                           |
| كولن                 | 4          | 6            | 1968، 1977، 1978، 1983                                                                                                 |
| نورنبرغ              | 4          | 2            | 1935، 1939، 1962، 2007                                                                                                 |
| هامبورغ              | 3          | 3            | 1963، 1976، 1987 |
| شتوتغارت             | 3          | 3            | 1954، 1958، 1997 |
| بوروسيا مونشنغلادباخ | 3          | 2            | 1960، 1973، 1995 |
| فورتونا دوسلدورف     | 2          | 5            | 1979، 1980 |
| كايزرسلاوترن         | 2          | 5            | 1990، 1996 |
| آر بي لايبزيغ        | 2          | 2            | 2022، 2023 |
| كارلسروه             | 2          | 2            | 1955، 1956 |
| باير ليفركوزن        | 2          | 2            | 1993، 2024 |
| دريسدن               | 2          | –            | 1940، 1941 |
| ميونخ 1860           | 2          | –            | 1942، 1964 |
| روت فايس إيسن        | 1          | 1            | 1953 |
| فولفسبورغ            | 1          | 1            | 2015 |
| بايرن أوردينغن       | 1          | –            | 1985 |
| هانوفر 96            | 1          | –            | 1992 |
| لوكوموتيف لايبزيغ    | 1          | –            | 1936 |
| كيكرز أوفنباخ        | 1          | –            | 1970 |
| رابيد فيينا          | 1          | –            | 1938 |
| شفارز فايس إيسن      | 1          | –            | 1959 |
| فيرست فيينا          | 1          | –            | 1943 |
| دويسبورغ             | –          | 4            | – |
| ألمانيا آخن          | –          | 3            | – |
| نادي بوخوم           | –          | 2            | – |
| هرتا برلين           | –          | 2            | – |
| بوروسيا نوينكيرشن    | –          | 1            | – |
| إنيرجي كوتبوس        | –          | 1            | – |
| فورتونا كولن         | –          | 1            | – |
| إف إس في فرانكفورت   | –          | 1            | – |
| هرتا برلين 2         | –          | 1            | – |
| ليفتفافين هامبورغ    | –          | 1            | – |
| شتوتغارت كيكرز       | –          | 1            | – |
| يونيون برلين         | –          | 1            | – |
| فالدهوف مانهايم      | –          | 1            | - |

## أرقام واحصائيات
- أول فريق يحرز كأس ألمانيا هو نورنبرغ عام 1935.
- أكثر الأندية حصولاً على كأس ألمانيا هو نادي بايرن ميونخ ب 20 لقبًا، يليه فيردر بريمن برصيد 6 ألقاب.
- أكثر نادي وصولاً للمباراة النهائية هو نادي بايرن ميونخ، حيث وصل للنهائي 23 مرّة، يليه شالكه 04، حيث وصل للنهائي 12 مرة، ثم فريقا فيردر بريمن وكولن، حيث وصل كل منهما للنهائي 10 مرّات.
- أول فريق يحتفظ باللقب لموسِمَين متتاليين هو فريق دريسدنر في عامي 1940 و1941.
- أول نادٍ يصل للنهائي ثلاث مرات متتالية هو نادي شالكه 04، حيث وصل أعوام 1935، 1936، و1937، خسر في النهائين الأولَيّن، وفاز بالثالث.
- أكثر فريق وصل للمباراة النهائية على التوالي هو بوروسيا دورتموند، حيث وصل للنهائي 4 مرات متتالية من موسم 2013/14 إلى موسم 2016/17.
- ثلاث مرّات متتالية، هو أقصى رقم استطاع بايرن ميونخ تحقيقه عند وصوله للنهائي، لكن المميز في ذلك أنه استطاع تكرار الأمر ثلاث مرات، الأولى 1983/84 إلى 1985/86، الثانية 1997/98 إلى 1999/2000، والثالثة 2011/12 إلى 2013/14.
- سبعة أندية وصلت للنهائي مرّة واحدة، واقتنصت الفرصة، فظفرت باللقب، وهي: شفارز-فايس إسن عام 1959، هانوفر 96 عام 1992، فاو إف بي لايبزج عام 1936، كيكرز أوفنباخ عام 1970، أوردينغن 05 عام 1985، وفريقان نمساويان هما: رابيد فيينا عام 1938، وفيرست فيينا عام 1943.
- ناديا دريسدنر ومونيخ 1860 وصل كل منهما النهائي مرتين، وفي كلتا المناسبتين ظفر الفريقان باللقب.
- نادي دويسبورغ هو أكثر فريق يصل النهائي ويخسر فيه، حيث وصل المباراة النهائية 4 مرات، خسرها جميعها.
- في موسم 2019/20 وصل فريق ساربروكن للدور نصف النهائي، وبذلك يكون أول فريق من دوري الدرجة الرابعة يصل هذا الدور المتقدم من البطولة، حدث ذلك بعد إقصائه للفريق العتيق فورتونا دوسلدورف.
- فورتونا دوسلدورف هو صاحب أطول سلسلة انتصارات في البطولة (بمختلف أدوارها)، حيث تمكن هذا الفريق من تحقيق 18 انتصارًا في الفترة ما بين 4 أغسطس 1978 و28 فبراير 1981، وفي خلال هذه الفترة الذهبية ظفر النادي بلقبيه الوحيدَين المتتاليين في البطولة 1979، و1980، وتوقفت سلسلة الانتصارات هذه بالهزيمة في الدور ربع النهائي عام 1981 على يد هيرتا برلين.
- أقسى نتيجة مباراة نهائية حققها شالكه 04 على حساب كايزرسلاوترن في نهائي 1972، وانتهت بنتيجة 5-0، شالكه 04 عاد مرة أخرى ليكرر الإنجاز ذاته والنتيجة ذاتها عام 2011، ولكن هذه المرّة في مرمى دويسبورغ.
- مباراة شتوتغارت ضد ساندهاوسن -أحد فرق دوري المقاطعات- عام 1995، شهدت أكبر نتيجة بعد أداء ضربات الجزاء الترجيحية، فبعد انتهاء الوقت الأصلي بالتعادل السلبي، وانتهاء الوقت الإضافي بالتعادل الإيجابي 2-2، لجأ الفريقان للعب ضربات الجزاء الترجيحية، والتي انتهت بنتيجة 13-12 لصالح ساندهاوسن، وأقصيَ بذلك نادي البوندسليغا شتوتغارت من البطولة.
- أكثر ناديَين يتواجهان في النهائي هما؛ بوروسيا دورتموند وبايرن ميونيخ، حيث تواجها في 4 مناسبات بالنهائي.
- أكبر حضور جماهيري لمباراة في بطولة كأس ألمانيا تم تسجيله يوم 24 أبريل 2019، في مباراة ربع النهائي بين فريقي بوروسيا دورتموند وفيردر بريمن على ملعب سيغنال إدونا بارك، وبحضور 81.365 متفرج، وانتهت المباراة بفوز فيردر بريمن بضربات الجزاء الترجيحية 7-5.
- في الفترة ما بين 6 أغسطس 1988، وحتى 24 أبريل 2019، لم يتعرض فيها نادي فيردر بريمن لأي هزيمة على أرضه ضمن مباريات كأس ألمانيا، وامتلك بذلك الرقم القياسي وهو 37 مباراة، توقفت هذه المسيرة يوم 24 أبريل 2019، على يد بايرن ميونخ في مباراة النصف النهائي، والتي انتهت بفوز الفريق البافاري بنتيجة 3-2.
- نادي بايرن ميونخ لم يتعرض للخسارة خارج ملعبه ضمن بطولة الكأس منذ تاريخ 2 أغسطس 2009، وبعدد مباريات وصل حتى الآن 33 مباراة، مع استثناء المباريات النهائية.

### إحصائيات اللاعبين
- اللاعب ميركو فوتافا هو أكثر لاعب خاض مباريات كأس ألمانيا برصيد 79 مباراة، مثّل فيها فريقي بوروسيا دورتموند ثم فيردر بريمن.
- أكثر حارس مرمى لعب في البطولة هو أوليفر كان، وبرصيده 67 مباراة (وعمومًا يحتل أوليفر كان المركز الثالث لأكثر اللاعبين ظهورًا في البطولة بعد الأول فوتافا (79 مباراة) والثاني كارل-هاينز كوربل (70 مباراة)).
- هداف البطولة التاريخي هو لاعب البايرن غيرد موللر برصيد 78 هدفًا في 62 مباراة.
- أفضل اللاعبين الأجانب تهديفًا هما كلادويو بيتزارو وروبرت ليفاندوفسكي، حيث سجل كل منهما 34 هدفًا في البطولة حتى الآن.
- أكثر لاعب نال لقب البطولة هو باستيان شفاينشتايغر، حيث نال اللقب 7 مرات مع بايرن ميونيخ، يتبعه كلٌّ من أوليفر كان، وكلاوديو بيتزارو، وفيليب لام، وفرانك ريبيري، حيث رفع كل منهم كأس البطولة 6 مرّات.